# Macrocypris yolii
Macrocypris yolii is een mosselkreeftjessoort uit de familie van de Macrocyprididae. De wetenschappelijke naam van de soort is voor het eerst geldig gepubliceerd in 1983 door Hu.